# Конде-сюр-л’Эско
Конде́-сюр-л’Эско́ (фр. Condé-sur-l'Escaut) — коммуна во Франции, регион О-де-Франс, департамент Нор, округ Валансьен, кантон Марли. Расположена в 15 км к северо-востоку от Валансьена и в 4 км от границы с Бельгией, в месте слияния рек Шельда и Эн, в 6 км от автомагистрали А2.
Население (2017) — 9 698 человек.

## История
Название города происходит от кельтского слова Condate, означавшего «слияние рек». Позднее применялась римская форма этого слова — Condatum — с XIV века сократившаяся до Condé. Своё настоящее имя город носит с 1886 года.
Расположенный в месте слияния двух рек, Конде-сюр-л’Эско с древних времен имел важное стратегическое значение. На территории племени нервиев римляне построили форт, позднее захваченный франками. В 855 году север Франции захватили викинги и удерживали город до 889 года.
В Средние века Конде-сюр-л’Эско и прилегающие территории стали ареной соперничества европейских держав и неоднократно переходили из рук в руки. Его завоевывали фламандцы, французский король Людовик XI, гёзы во время Восьмидесятилетней войны, французский маршал Тюренн. В истории музыки город известен как родина выдающегося композитора Жоскена Депре, где он работал и был похоронен в 1521 году в местной церкви (храм разрушен в 1793 году французскими революционерами).
В 1676 году король Людовик XIV захватил город, и он стал принадлежать Франции по Нимвегенскому договору 1678 года. Хотя Вобан существенно перестроил и усилил городские укрепления, в 1793 году он был захвачен армией герцога Франца Саксон-Кобургского после 92-дневной осады.
На протяжении столетий Конде-сюр-л’Эско был центром добычи угля; расположенные вокруг него угольные шахты имели важное стратегическое значение во время обеих мировых войн. В 1989 году, однако, шахты были признаны истощенными и закрыты, вследствие чего население города в последние годы неуклонно сокращается.

## Достопримечательности
- Беффруа XIII века
- Здание мэрии 1774 года
- Замок Байёль (Château de Bailleul) XV века
- Шато Эрмитаж — резиденция принцев Кройских
- Остатки фортификационных укреплений XVI—XVII веков
- Ворота Вотурнё — сохранившаяся часть крепостной стены
- Усадьба Николя д’Авена — здание в романском стиле XII века, перестроенное в XV веке
- Церковь Святой Ванон XVII—XVIII в стиле классицизма

## Экономика
Структура занятости населения:
- сельское хозяйство — 0,8 %
- промышленность — 3,6 %
- строительство — 2,9 %
- торговля, транспорт и сфера услуг — 36,4 %
- государственные и муниципальные службы — 56,4 %

Уровень безработицы (2017) — 32,7 % (Франция в целом — 13,4 %, департамент Нор — 17,6 %). 

Среднегодовой доход на 1 человека, евро (2017) — 15 280 (Франция в целом — 21 110, департамент Нор — 19 490).

## Демография
Динамика численности населения, чел.

## Администрация
Пост мэра Конде-сюр-л’Эско с 2014 года занимает член партии Союза демократов и независимых Грегори Лелон (Grégory Lelong). На муниципальных выборах 2020 года возглавляемый им правоцентристский список победил во 2-м туре, получив 44,43 % голосов (из трех списков).
| Период | Период | Фамилия       | Партия                        | Примечания                              |
| ------ | ------ | ------------- | ----------------------------- | --------------------------------------- |
| 1965   | 1983   | Анри Буа      |                               |                                         |
| 1983   | 2014   | Даниэль Буа   | Радикальная левая партия      |                                         |
| 2014   |        | Грегори Лелон | Союз демократов и независимых | учитель, член Совета региона О-де-Франс |

## Города-побратимы
- Батасек, Венгрия
- Безигхайм, Германия
- Квареньон, Бельгия
- Ньютон Эббот, Великобритания

## Знаменитые уроженцы
- Эммануэль, герцог де Крой (1718—1784), военачальник, маршал Франции
- Гюстав-Максимильен-Жюст де Крой (1773—1844), кардинал, архиепископ Руана

## Галерея

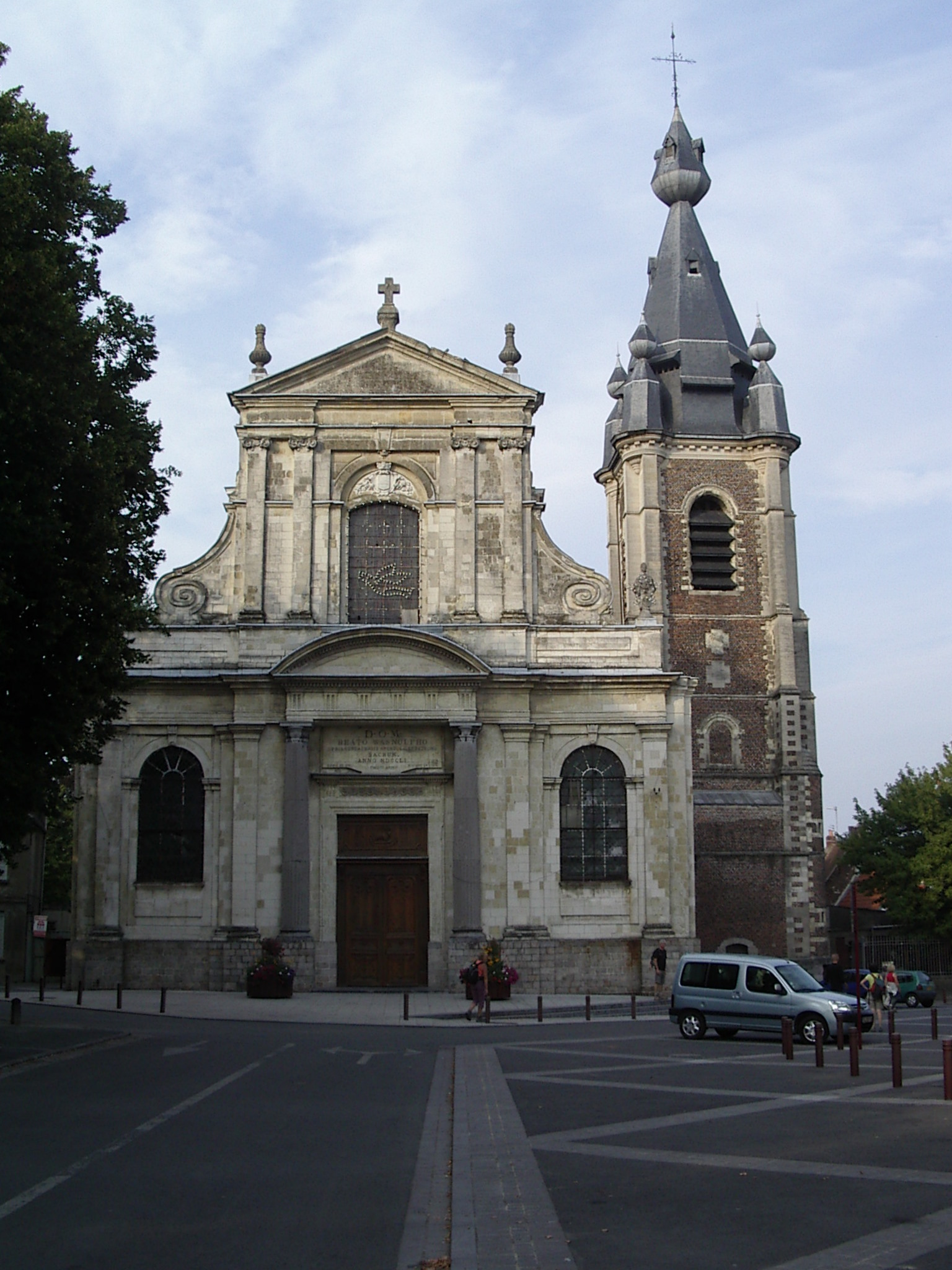
Церковь Святой Ванон
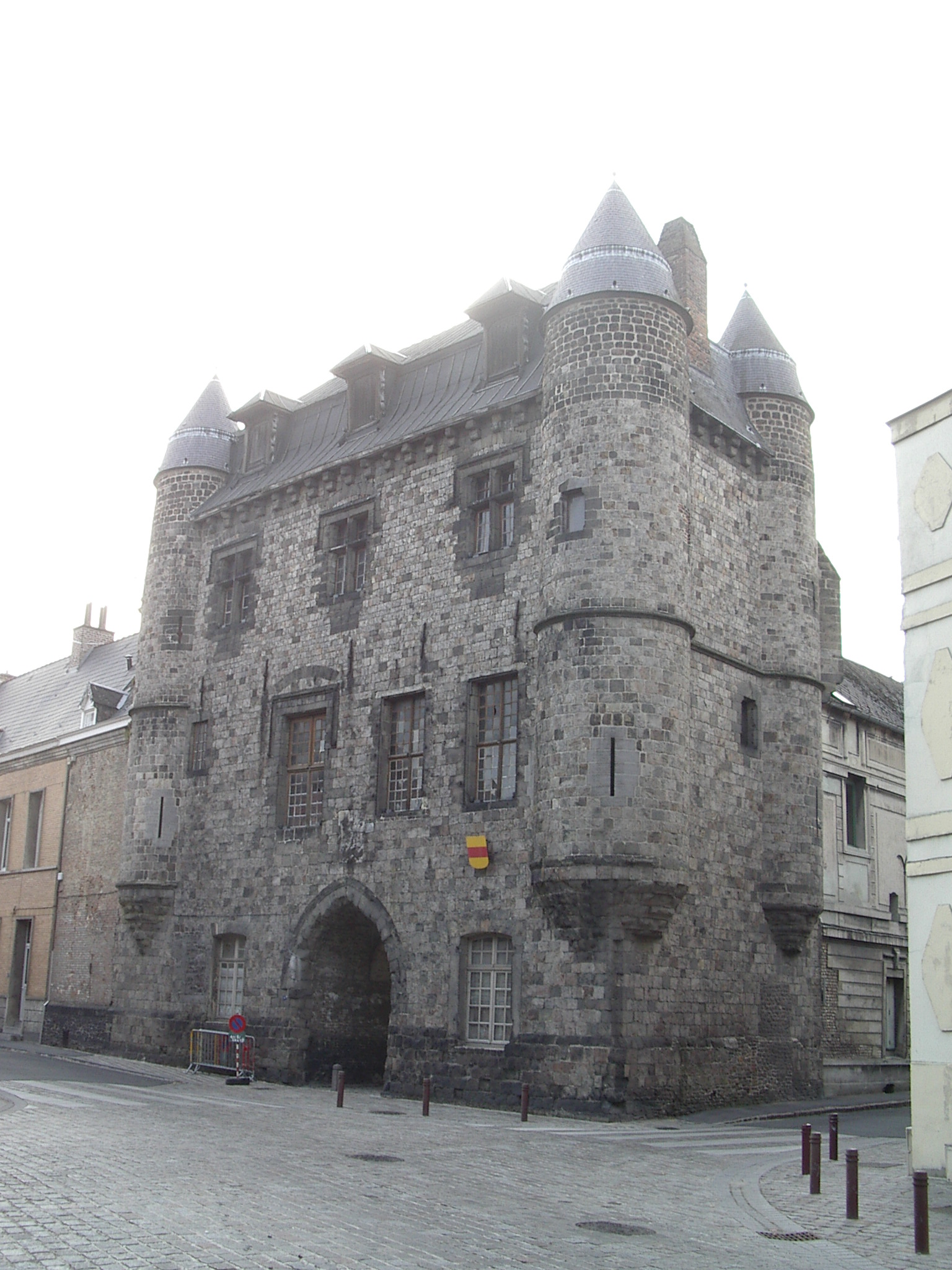
Шато де Байёль
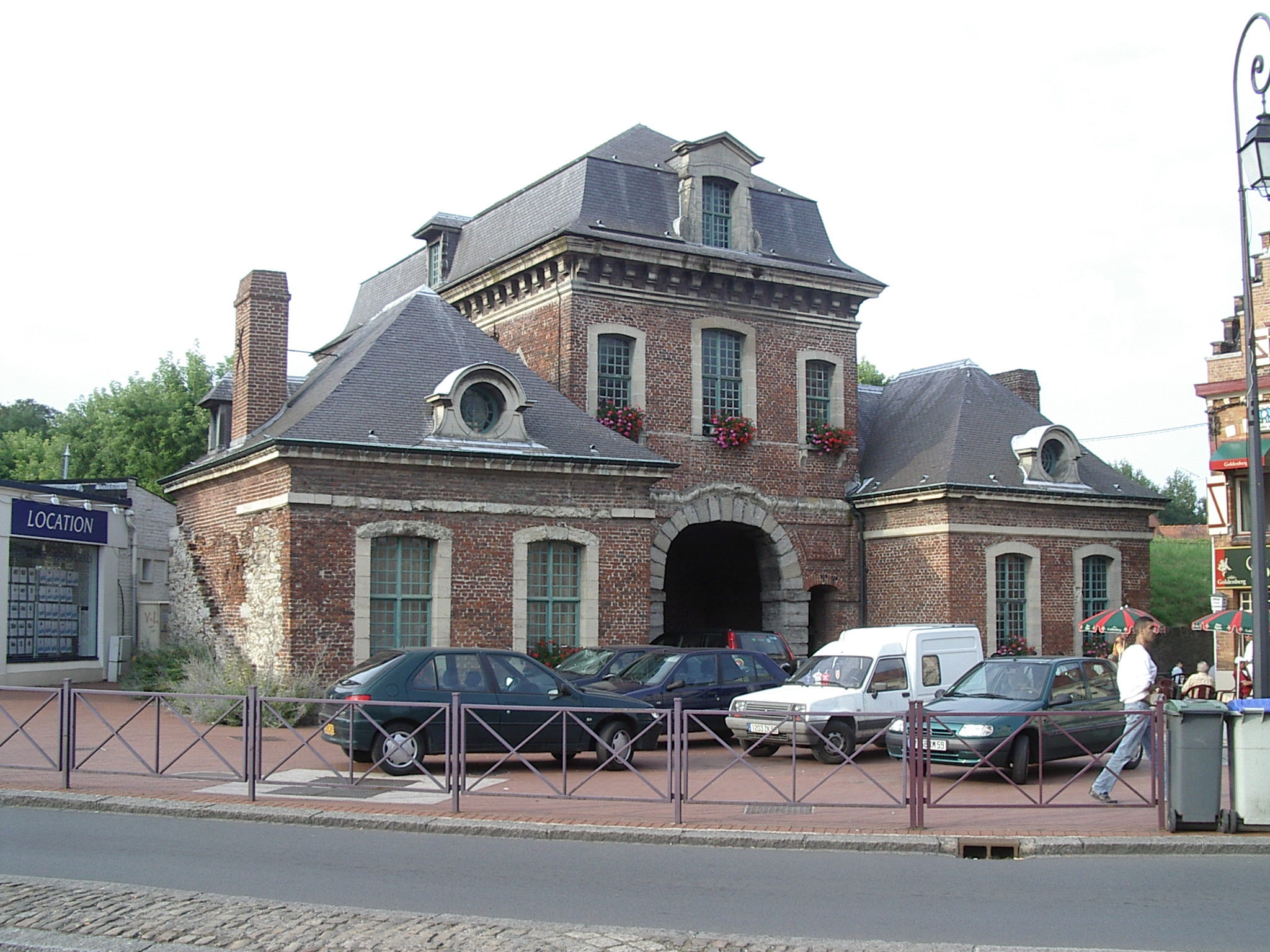
Ворота Вотурнё
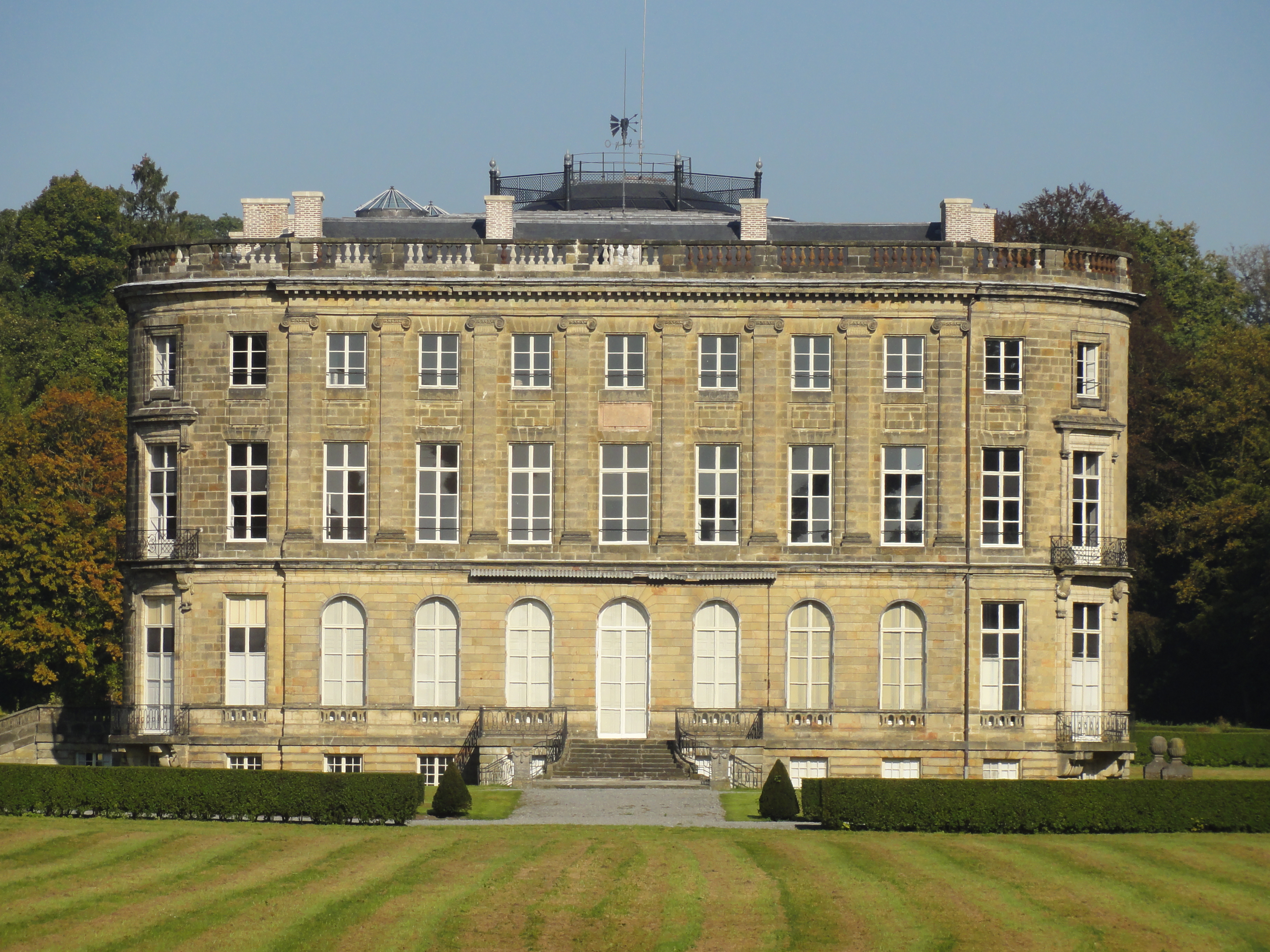
Шато Эрмитаж
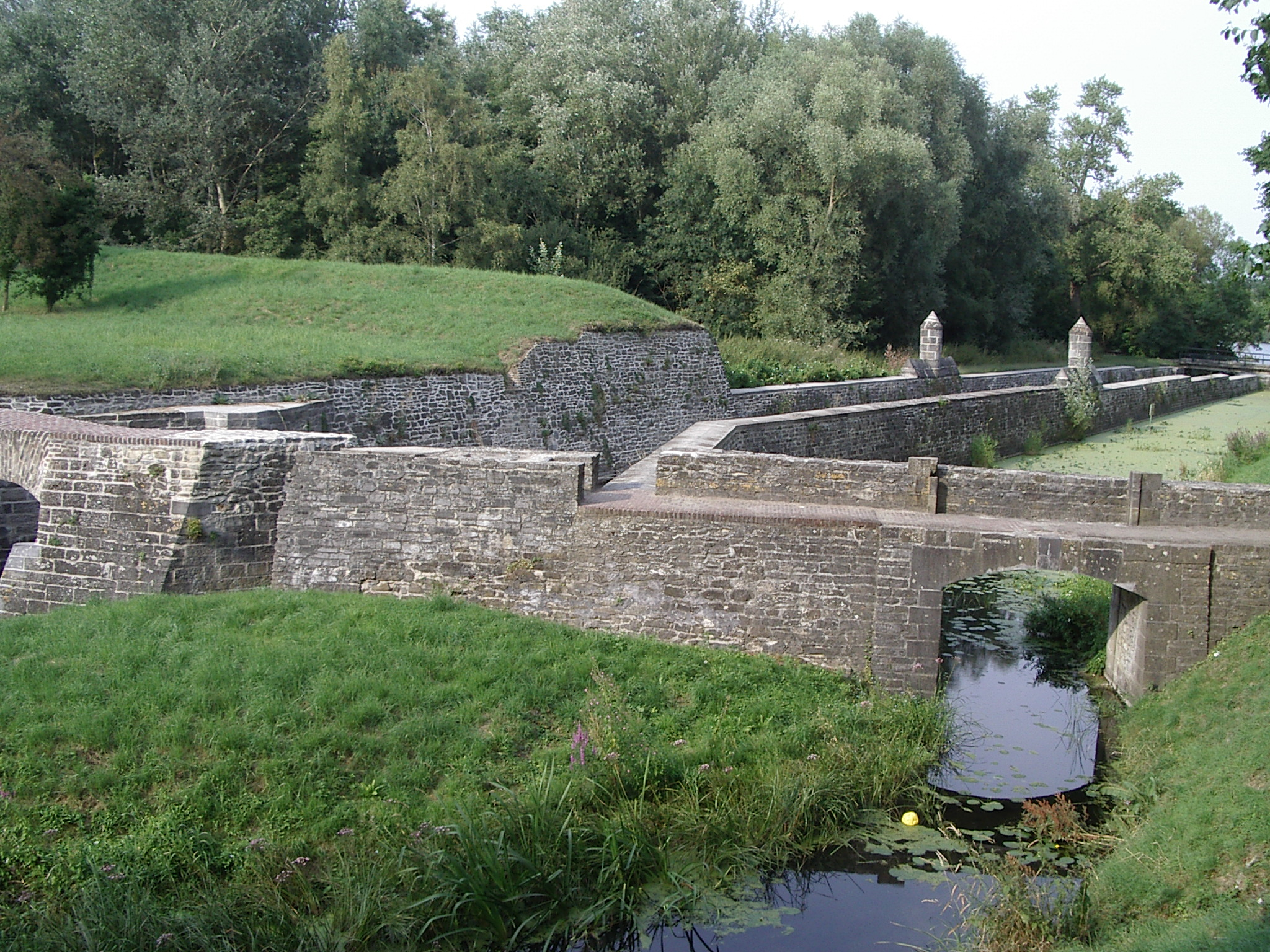
Остатки фортификационных укреплений Вобана
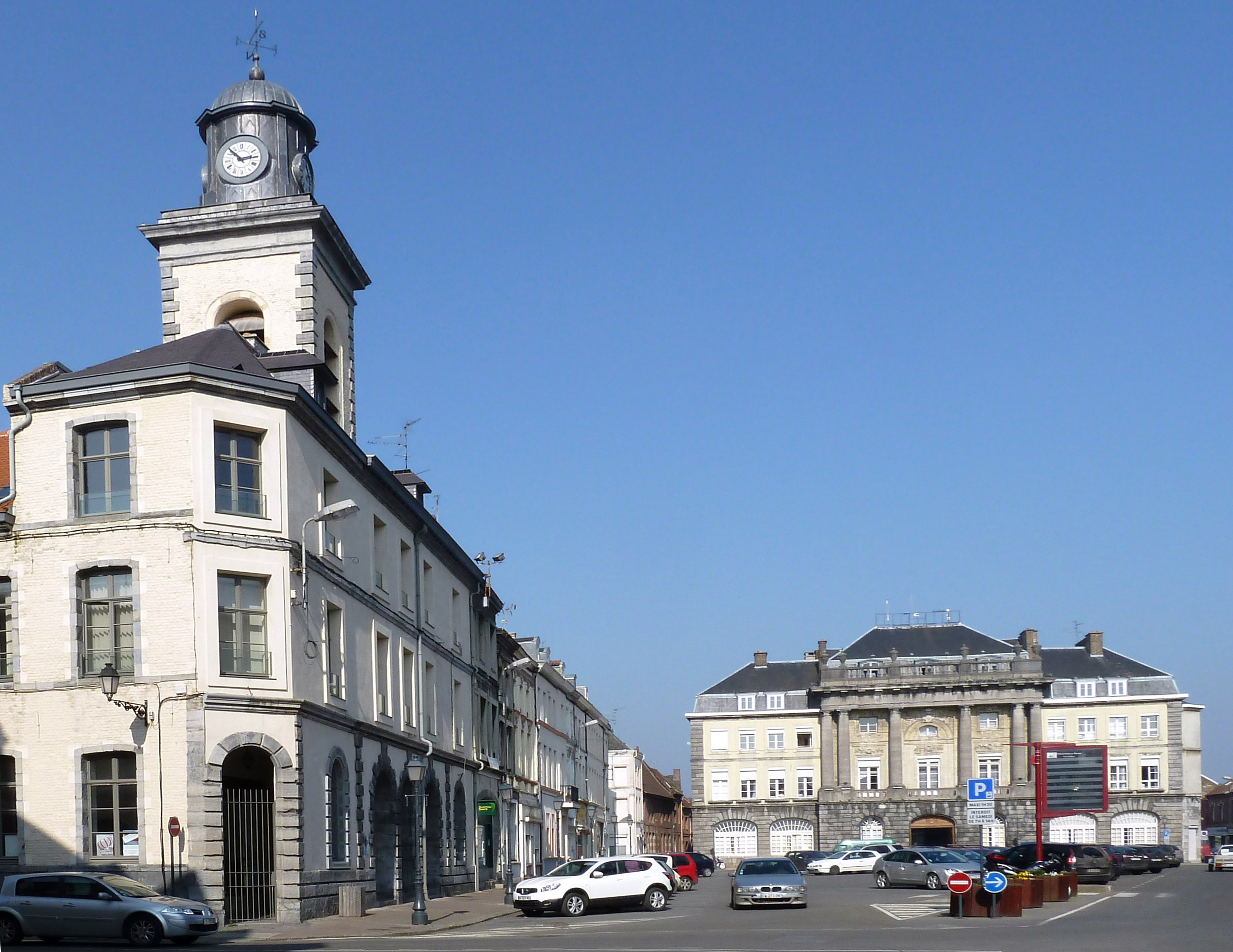
Главная площадь

1. 1 2  база данных о французских коммунах — Национальный географический институт Франции, 2015.